# Guadahortuna
Guadahortuna és una població de la província de Granada. Limita al nord amb la província de Jaén, a l'est amb Alamedilla, al sud amb Torre-Cardela i Píñar i a l'oest amb Montejícar i Iznalloz.